# Fatma Said
Fatma Said (1991) is een Egyptische operazangeres en sopraan.

## Biografie
Fatma Said werd geboren in Caïro. Haar vader is Ahmed Hassan Said, een van de oprichters van de Free Egyptians Party tijdens de Arabische Lente, en de president van het land van mei 2013 tot september 2014. In navolging van de familietraditie studeerde ze aan de Deutsche Schule der Borromäerinnen Kairo, een privéschool voor meisjes. Tijdens de muziekles analyseerden ze klassieke liederen en Beethovensonates en luisterden ze naar blues en jazz.  
Aanvankelijk houdt ze zich vooral bezig met tennis, maar op aanbeveling van haar koorleraar op school krijgt ze op veertienjarige leeftijd haar eerste zanglessen bij sopraan Neveen Allouba. In 2009 gaat ze naar de Hochschule für Musik Hanns Eisler Berlin om klassieke zang te studeren. In 2013 behaalt ze daar haar bachelorgraad en in 2018 voltooit ze haar masteropleiding onder leiding van prof. Renate Faltin. Ze krijgt ook een studiebeurs voor de Opera Academie van La Scala in Milaan. In 2015 zingt ze in La Scala een kleine rol tijdens de wereldpremiere van Giorgio Battistelli’s opera CO2, die gebaseerd is op Al Gore’s documentaire An Inconvenient Truth. In 2016 is ze reeds BBC Radio 3 'New Generation Artist' en vertolkt ze Pamina in Peter Stein's productie van Die Zauberflöte in La Scala. Deze productie werd uitgezonden door ARTE en is sindsdien ook op DVD uitgebracht.
Said is een gepassioneerde liedzangeres, die recitals geeft in de Schubertiade in Hohenems, Wigmore Hall in Londen, het Victoria de Los Angeles Festival in Barcelona, Carnegie Hall in New York en de Celebrity Series in Boston, met muzikanten zoals Joseph Middleton, Roger Vignoles, Julius Drake en David Fray. Ze treedt op met orkesten zoals Orchestre National de France, Münchner Symphoniker, Concerto De' Cavalieri, Orchestra dell’Accademia Nazionale di Santa Cecilia, Symphonieorchester des Bayerischen Rundfunks, Boston Symphony Orchestra en Orchestre des Champs-Elysées. Ze stond op vele internationale podia, waaronder de Elbphilharmonie, Teatro San Carlo in Napels, Hamburgische Staatsoper, Royal Opera House Muscat, Wexford Opera in Ierland, Gewandhaus in Leipzig, Wiener Konzerthaus, Shanghai Opera House in Shanghai en de Royal Albert Hall in Londen. Ze speelde rollen in de opera's Falstaff, L'enfant et les sortilèges, La Cenerentola en Il barbiere di Siviglia, zong op festivals zoals Kissinger Sommer in Bad Kissingen, Bonner Schumannfest en het D-Marine Turgutreis International Classical Music Festival in Turkije en debuteerde op de BBC Proms in Mozarts Requiem.
Said bewaart een sterke band met haar geboorteland. Op het TEDxCairo evenement in 2011 zingt ze The Day the People Changed, een lied over de Egyptische revolutie dat gecomponeerd werd door Mostafa El Halawany. In 2013 werkt ze samen met componist Eugenio Bennato in het Teatro San Carlo aan een educatief project over de Arabische Lente. Ze vertegenwoordigt Egypte verschillende keren op de Dag van de Mensenrechten-viering op 10 december, waarvoor ze in 2014 met operazanger Juan Diego Flórez in Genève optreedt voor de Verenigde Naties, als ambassadrice voor cultuur en onderwijs. In 2016 krijgt ze een van de hoogste onderscheidingen van Egypte, tijdens de eerste Nationale Jeugdconventie en wordt ze de eerste operazangeres ooit die de Creativity Award van de staat ontvangt voor haar artistieke prestatie op internationaal niveau. Eerder in 2016 ontvangt ze ook een ere-onderscheiding van de Egyptische Nationale Raad voor Vrouwen.
Haar debuut op cd is de rol van Mater Gloriosa voor een uitvoering van Mahlers Symphonie No.8, die dirigent Adam Fischer opneemt met het Tonhalle-Orchester Düsseldorf. Deze cd verschijnt in 2019 bij Avi Music.
In 2020 verschijnt haar eerste soloplaat, El Nour, bij Warner Classics. Ze brengt Franse, Spaanse en Arabische muziek - liederen van Maurice Ravel, Manuel De Falla, José Serrano Siméon, Fernando Obradors, Hector Berlioz, Philippe Gaubert, Federico García Lorca, Gamal Abdel-Rahim, Georges Bizet, Najīb Ḥankash, Sayed Darwish, Elias Rahbani en Dawood Hosni - waarbij ze bijvoorbeeld muziek uit Egypte of Libanon met de begeleiding van een jazzcombo een westers tintje geeft. In een interview vertelt ze hierover het volgende: "Ik voel verantwoordelijkheid en trots om mijn land te vertegenwoordigen. Eigenlijk zing ik niet heel veel Arabisch; het is een compleet andere techniek, waar ik niet de juiste opleiding voor heb. ... Maar ik wilde heel graag mijn Arabische publiek verleiden om ook naar klassieke liedkunst te luisteren en koos daarom Arabische melodieën die werkelijk iedereen kent. Daarmee probeer ik een brug te slaan tussen twee werelden." Met pianist Malcolm Martineau, een van de muzikanten op het album, onderneemt ze vervolgens een recitaltour. Een aantal concerten vallen weg omwille van de coronapandemie, maar ze concerteren wel op het Edinburgh International Festival, in het Concertgebouw in Amsterdam en in De Singel in Antwerpen.
Op 25 september 2021 treedt ze op tijdens het Global Citizen Live festival in Parijs, ten voordele van armoedebestrijding, waar verder ook Elton John, Ed Sheeran en Coldplay aantreden.
Tijdens het seizoen 2022-'23 is ze artist in residence in het Konzerthaus Berlin, waar ze in september '22 een releaseconcert geeft voor haar tweede album, getiteld Kaleidoscope. Ze geeft tijdens dat seizoen vier concerten in het Konzerthaus, waaronder een recital met klarinettiste Sabine Meyer en pianist Martineau. Ook Kaleidoscope verschijnt bij Warner Classic. Voor dit album haalt ze inspiratie uit de wereld van de dans en brengt ze musical, opera, operette, jazz, cabaret, tango, chanson en pop. Haar begeleiders zijn een klassiek strijkkwartet enerzijds, een kwintet met bandoneon anderzijds.
In 2023 staat ze in het Wiener Konzerthaus en Bozar in Brussel met A Sense of Mosaic, een uiteenlopend programma met muziek van Brahms over Piazolla tot de Egyptische componist Sherif Mohie El Din, waarbij ze wordt begeleid door het ensemble Plattform K+K, dat bestaat uit leden van de Wiener Philharmoniker.

## Onderscheidingen
- 2006 - Eerste prijs bij Jugend Musiziert, de Duitse wedstrijd voor jonge muzikanten.[33]
- 2009 - Eerste prijs bij Jugend Musiziert, de Duitse wedstrijd voor jonge muzikanten.[34]
- 2011 - Grand Prix van de Internationaler Giulio-Perotti-Wettbewerb in Ueckermünde.[35]
- 2012 - Tweede prijs op de Internationalen Robert-Schumann-Wettbewerb für Klavier und Gesang in Zwickau.[36]
- 2012 - Eerste prijs en Doğuş Audience Award op de Leyla Gencer International Opera Competition in Istanbul.[37][38]
- 2016 - Egyptische "Creativity Award".[39]
- 2016 - Eerste prijs op de 8th Veronica Dunne International Singing Competition in Dublin.[40][41]
- 2016 - Ere-onderscheiding van de Egyptische Nationale Raad voor Vrouwen.
- 2016 - BBC Radio 3 New Generation Artists.[42][43]
- 2021 - Newcomer of the Year en Vocal Award voor debuutalbum El Nour op BBC Music Magazine Awards.[44]
- 2021 - Young Artist of the Year van OPUS Klassik.[45][46]
- 2021 - Young Artist of the Year van Gramophone Classical Music Awards.[47]
- 2023 - Rafik Hariri Award voor "Artistic Excellence".[48][49]

## Discografie
- Fatma Said: El Nour (Warner Classics - CD, 16 oktober 2020)[50][51]
- Fatma Said: Kaleidoscope (Warner Classics - CD, 2 september 2022)[52]